# لوري بيرد (أرمينيا)
لوري بيرد (بالأرمنية: Լոռի բերդ): هي بلدة في محافظة لوري في أرمينيا، شرق ستيبانافان مباشرة.
تقع قلعة "لوري بيرد" التي تعود إلى العصور الوسطى بالقرب من البلدة، وتقع لوري بيرد على ارتفاع 1379 مترًا.